# دوگلائو (بازیکن فوتبال)
دوگلائو (به پرتغالی: Douglas Foureira) مدافع اهل برزیل است که در شهر Dois Vizinhos و در تاریخ ۱۵ اوت ۱۹۸۶ به دنیا آمده‌است.
دوگلائو در تیم‌های فوتبال کوریتیبا سابقهٔ حضور دارد.